# Andrej Korotajev
Andrej Vitaljevitj Korotajev (ryska: Андрей Витальевич Коротаев), född 17 februari 1961 i Moskva, är en rysk antropolog, ekonomisk historiker och sociolog, med viktiga bidrag till världens systemteori och matematiska modeller för social och ekonomisk makrodynamik. Tillsammans med Askar Akajev och George Malinetsky är han samordnare av den ryska Vetenskapsakademin Program "Systemanalys och matematisk modellering av global dynamik". Under 2003-2004 var han en besökande medlem på Institute for Advanced Study i Princeton, New Jersey, USA.

## Forskningsområden
Korotajevs forskning berör huvudsakligen fyra områden, nämligen 
- den långsiktiga utvecklingen av socio-politiska systemet i Arabvärlden; Korotayev har upptäckt de viktigaste tendenserna i utvecklingen av den jemenitiska kulturen genom tillämpning av kvantitativa metoder för analys av epigrafiska källor;[3] och Islams ursprung;[4] han gav övertygande bevis för existensen av en matrilineära organisation i för-islamiska Arabien.[5]

- interkulturella studier;[6] en av hans viktiga bidrag till detta område är relaterade till den klassiska antropologiska frågan om bestämningsfaktorer Matrilokalitet.[7]

- studier av långa vågor i den globala ekonomiska dynamiken.[8]

- och matematisk modellering av sociala, ekonomiska och historiska dynamiker.[9]

### Matematisk modellering
Han har visat att till 1970-talet hyperbolisk tillväxt av världens befolkning åtföljdes av kvadratisk-hyperboliska tillväxten i världens BNP, och utvecklade ett antal matematiska modeller som beskriver både detta fenomen, och världssystemet tillbakadragande från hyperbolisk tillväxt.  Hyperbolisk tillväxt av världens befolkning och kvadratiska-hyperboliska tillväxten i världens BNP observerats tills 1970-talet har korrelerade av honom och hans kollegor till en icke-linjär andra ordningens positiv feedback mellan den demografiska tillväxt och teknisk utveckling som kan preciseras som följande: teknisk tillväxt - ökning av lastkapacitet av mark för människor - demografisk tillväxt - fler människor - fler potentiella uppfinnare - snabbare tekniska tillväxt - accelererande tillväxt i bärförmåga - desto snabbare befolkningstillväxt - accelererande tillväxt av antalet potentiella uppfinnare - snabbare teknisk tillväxt  - därav den snabbare tillväxt av jordens bärförmåga för människor och så vidare.

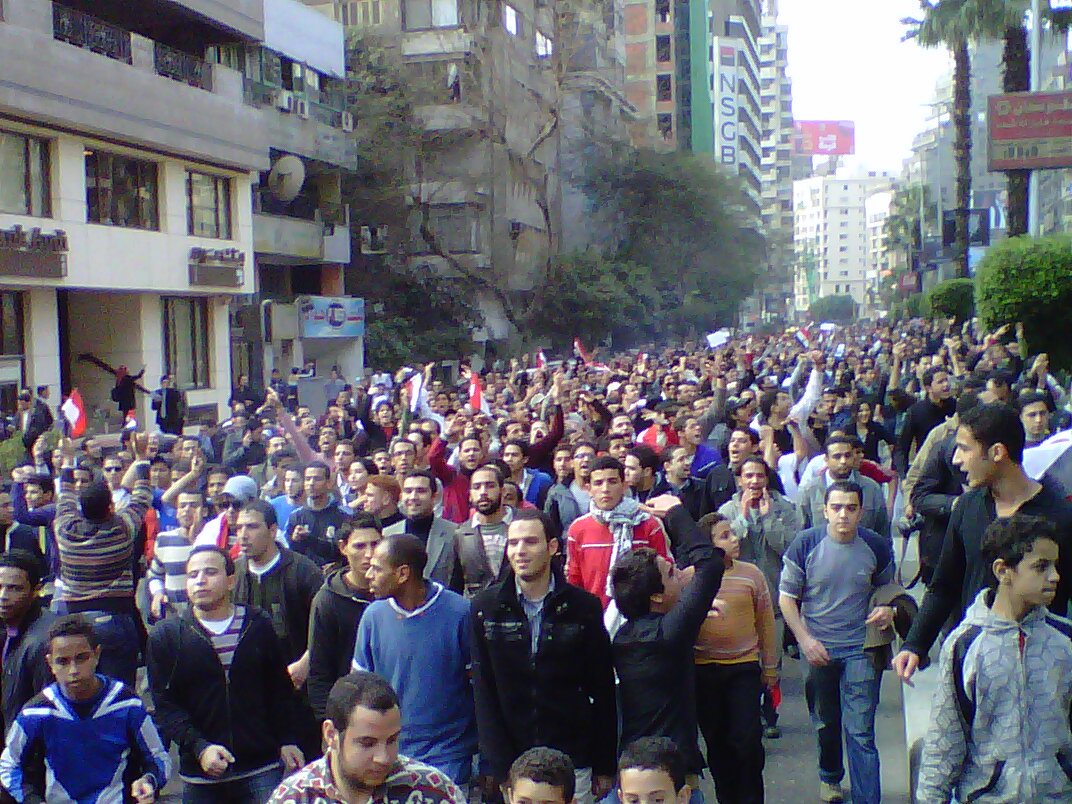
Egyptiska revolutionen 2011

Korotajev utvecklade också en serie av matematiska modeller som beskriver långsiktig politisk-demografiska dynamik i Egypten och använde dem för strukturella och demografiska analyser av den Egyptiska revolutionen 2011.